# ムバルカ・ベン・タレブ
ムバルカ・ベン・タレブ（M'Barka Ben Taleb、1966年6月8日 - ）はチュニジアのトズールで生まれた歌手。幼少時からチュニジアの伝統音楽に囲まれて育ち、シャービやライ、欧米のロックにも関心があった。
1990年にイタリアのナポリに活動拠点を移し、ナポリ派の音楽家たちと親交を深めていく。その中にNCCPのエウジェニオ・ベンナートや、ペッパ・バッラなどがいた。
1999年のタランタ・パワー (Taranta Power)のアルバム、ベンナートの2003年、2004年のソロ・アルバムに参加後、自身は2005年にアルバム「アルトカローレ」でソロ・デビューした。

## ディスコグラフィー

### アルバム
- Alto Calore (2005)
- Al Arabia
- Sabir Sabrt
- Abdullah Chhadeh E M'Barka
- Passion Fruit

## フィルモグラフィー
- Passione (2010), ジョン・タトゥーロ監督作
- ジゴロ・イン・ニューヨーク (Fading Gigolo, 2013), ジョン・タトゥーロ監督作